# 南部新書
《南部新書》，共10卷，北宋錢易撰。清初收入四庫全書。

## 内容及价值
书名的“南部”意为南方，指钱氏的籍贯为江南越地。《南部新書》記載廣泛，舉凡典章制度、節慶風俗、音樂百戲等皆有收錄，“得一善事，疏于方册”，可以補唐、五代正史之不足。书中内容多为唐、五代时事，一般认为是依据前人或时人现成著作而撰述，包括大量的前代国史（如《旧唐书》、《旧五代史》、《唐会要》等）及《太平广记》中的内容。《四庫全書總目提要》評此書“皆記唐時故事，間及五代，多錄軼聞瑣語，而朝章國典因革損益，亦雜載其中。故雖小說家言，而不似他書之侈談迂怪。於考證尚有裨。”但书中所记唐以来职官、政治的设置变革内容可补新旧唐书的缺漏，而其书内所转录的唐代小说内容，是唐代小说辑佚、校勘的重要资料。晚清李慈铭评价说：“其书言唐事者十之九，多资掌故，足裨两书之阙。”

## 版本

### 历代版本
《南部新书》成书后，于南宋收入曾慥《类说》，明天启六年（1626年）又有岳钟秀刻本。清乾隆时编《四库全书》，收入“子部小说家类”，当时所见《南部新书》有二種版本，一是完整本，即“蜀本”；另一種是殘本，跋有“洪武五年清隱老人鈔後誌”或“元延祐丙辰子真子識”，後者則是前者的母本。四库全书所收为为浙江鲍士恭家藏本。黄丕烈曾購得完整本。

### 近代版本
嘉庆十年（1805年），该书被收入《学津讨原》刊行，是为虞山张氏照旷阁刊本。道光朝，该书又被收入南海伍氏所刊《粤雅堂丛书》。至民国，先后收入上海文明书局石印《说库》，以及商务印书馆排印《丛书集成初编》，与魏泰《碧云騢》合刊一册，1985年，中华书局重印《丛书集成初编》时，该本也得以重印。1958年，又有中华书局上海编辑所点校本。

### 现代版本
2002年，中华书局印行《唐宋史料笔记丛刊》，其中收录的《南部新书》为黄寿成以嘉庆《学津讨原》本为底本点校的版本。2012年上海古籍出版社排印《历代笔记小说大观》，其中收录的《南部新书》为尚成以嘉庆《学津讨原》本为底本点校的版本，该本与黄休复《茅亭客话》合刊一册，是目前最通行的版本。
历史学者梁太济曾对该书做过笺证，2013年出版了《南部新书溯源笺证》一书。

### 其它版本
1993年，巴蜀书社影印《中国野史集成》，其中收入《南部新书》。2003年，大象出版社排印《全宋笔记》，其中收入《南部新书》。